# محمد نور
محمد نور (عربی: محمد نور هوساوي)؛ زادهٔ ۲۶ فوریهٔ ۱۹۷۸ بازیکن فوتبال اهل عربستان سعودی است. وی در تیم ملی فوتبال عربستان سعودی بازی کرده‌است.